# Melissoptila claudii
Melissoptila claudii är en biart som beskrevs av Urban 1988. Melissoptila claudii ingår i släktet Melissoptila och familjen långtungebin. Inga underarter finns listade i Catalogue of Life.